# Gouvernement Jerevan

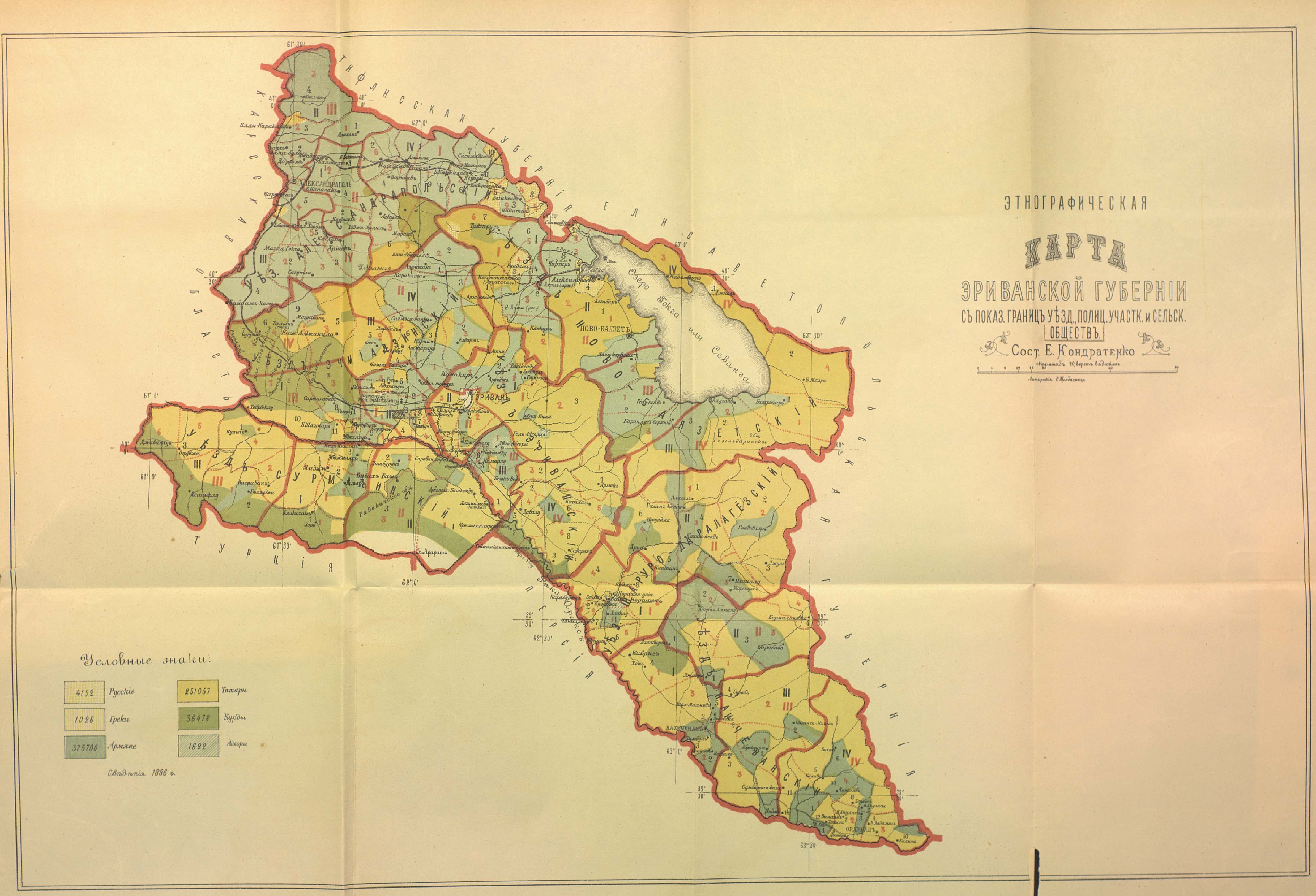
Gouvernement Jerevan (1902)

Het gouvernement Jerevan (Russisch: Эриванская губерния, Erivanskaja goebernija) was een gouvernement (goebernija) binnen het keizerrijk Rusland. Het gouvernement bestond van 1849 tot 1917. Het gouvernement ontstond uit het kanaat Jerevan en het kanaat Nachitsjevan en het gouvernement ging op in de Republiek Armenië. Het gouvernement grensde aan het Ottomaanse Rijk, het gouvernement Jelizavetpol, het gouvernement Tiflis en de oblast Kars. De hoofdstad was Jerevan.

## Geschiedenis
De gebieden van de kanaten van Jerevan en Nachitsjevan gingen op in het Russische keizerrijk na het Verdrag van Torkamanchai. Ze werden door het Keizerrijk Rusland ondergebracht in een administratieve eenheid, de oblast Armenië. In 1850 werd de oblast hervormd in een gouvernement dat in 1872 zeven oejazden had. Joseph Jérôme Napoléon, de achterneef van Napoleon Bonaparte claimde het gouvernement in 1905, om het gebied na de Armeens-Tataarse Oorlog rustig te houden. In 1918 ging het gebied van het gouvernement over in de Republiek Armenië.

## Gouverneurs
- 1849 - 1859 Ivan Nazorov
- 1860 - 1862 Michail Astafjev
- 1862 - 1863 Nikolaj Koljoebakin
- 1863 - 1865 Aleksej Charitonov
- 1869 - 1873 Nikolaj Karmalin
- 1873 - 1880 Michail Roslavlev
- 22 maart 1880 - 22 december 1890 Michail Sjalikov
- 2 februari 1891 - 16 november 1895 Aleksander Frese
- 20 februari 1896 - 1916 Vladimir Tiesenhausen
- 1905 Napoleon Lodewijk Jozef Jérôme Bonaparte
- 1905 - 1906 Maksoed Alichanov-Avarski
- 1916 - 1917 Arkadi Strelbitski
- 14 maart 1917 - november 1917 V.A. Charlamov
- november 1917 Avetis Agarjan
- 1917-1917 Sokrat Tjoerosjan